# Theodore Lidz
Theodore Lidz (Nueva York, 1911-2001) fue un psiquiatra estadounidense conocido principalmente por su trabajo en las causas de la esquizofrenia. Lidz fue un crítico notable de las teorías de la psiquiatría biológica. Creció en Long Island.

## Padres "esquizógenos"
En sus libros Schizophrenia and the Family  y The Origin and Treatment of Schizophrenic Disorders Lidz y sus colegas expusieron sus teorías de que la conducta parental absorbente e intrusiva puede resultar en perturbaciones mentales en los hijos.

En otras familias los padres rara vez se encontraban en manifiesto desacuerdo y el ambiente familiar parecía estar razonablemente tranquilo. Sin embargo, al estudiar a estas aparentemente armoniosas familias se descubrió que proveían un medio de desarrollo altamente deformado y deformante debido a que un cónyuge accedía pasivamente a las extrañas e incluso bizarras ideas de la cónyuge dominante en lo que se refiere a la crianza de los hijos y a cómo debe vivir la familia. A estas armoniosas familias en apariencia las llamamos "sesgadas".

Lidz observó que las madres esquizógenas se las arreglaban para hacerse impermeables frente a las necesidades y deseos de otros miembros de la familia. "Como su forma psicótica o muy extraños conceptos no son disputados por el marido, son pasados como realidad en la familia".  El doctor Lidz le llama a este fenómeno folie à deux, una paranoia compartida entre dos padres: combinación que, según él, puede socavar la formación del ego del hijo, produciendo un brote psicótico,